# Dwór w Koszutach
Dwór w Koszutach – zabytkowy dwór we wsi Koszuty w województwie wielkopolskim. Obecnie jest siedzibą Muzeum Ziemi Średzkiej.

## Historia
Dwór powstał około 1760 roku prawdopodobnie dla Józefa Zabłockiego. Wzniesiony został na planie prostokąta z narożnymi alkierzami. Budynek parterowy z mieszkalnym poddaszem, orientowany „na godzinę jedenastą”, tj. z elewacją frontową zwróconą na południe, z lekkim odchyleniem na wschód. Dwór zbudowano w oparciu o konstrukcję szkieletową z modrzewia, wypełnioną gliną, na dębowej podwalinie z fragmentami murowanymi z cegieł: kominy i półokrągły ryzalit salonu. Korpus główny dworu przykryto dachem łamanym w typie mansardy. Alkierze nakryto dachami kopulastymi. Do 1902 roku dwór pokryty był gontem, później czarną dachówką. W 1983 roku przywrócono pokrycie dachu gontem. W 2 poł. XIX do drzwi wejściowych prawdopodobnie dobudowano drewnianą werandę, przez co dodatkowo podkreślono symetrię budynku. Dwór był otynkowany.
Wejście główne prowadziło przez werandę i sień do reprezentacyjnego owalnego salonu, położonego centralnie. Po prawej i lewej stronie sieni i salonu umieszczono po dwa pokoje. W szczytowych partiach budynku, w różnym okresie wzniesiono po dwa alkierze (frontowe i ogrodowe) wraz z przybudówkami międzyalkierzowymi. Wnętrze zakomponowano w sposób regularny i symetryczny. W dwóch rzędach pomieszczeń (traktach) poprowadzono komunikację wewnętrzną w układzie amfiladowym. Zabiegową klatkę schodową umieszczono w sieni. Pomieszczenia drugiej kondygnacji powtarzają symetryczny plan parteru.
Obecny wygląd dworu jest konsekwencją przebudowy przeprowadzonej w 1902 roku. Zmieniono wtedy kształt alkierzy ogrodowych i dobudowano niewielkie alkierze frontowe. Stała ekspozycja pt. „Mała siedziba ziemiańska w Wielkopolsce”, pod względem funkcjonalnym powtórzyła dawny układ. Pomieszczenia ekspozycyjne wyposażone są w meble, przedmioty codziennego użytku i obrazy z XVIII, XIX i początku XX wieku, oddając realia mieszkania z przełomu XIX i XX wieku.
W sąsiedztwie dworu znajduje się oficyna pochodząca prawdopodobnie z połowy XIX wieku. Mieściła kiedyś kuchnię, pokoje gościnne i biuro.

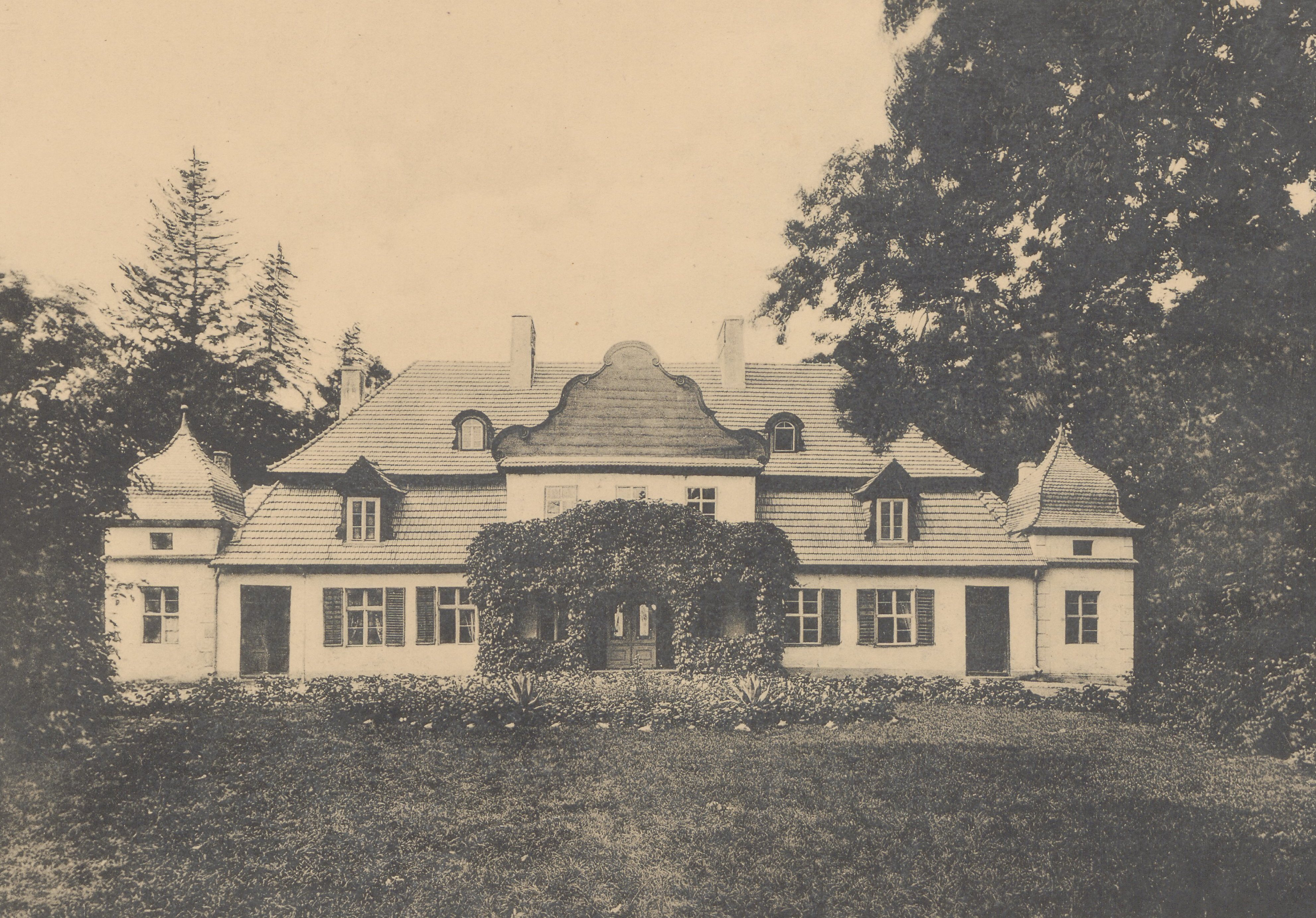
Widok dworu przed 1912